# Joanne B. Freemanová
Joanne B. Freemanová (* 27. dubna 1962) je americká historička a profesorka historie a amerických studií na Yaleově univerzitě. Publikovala řadu knih, článků a komentářů v novinách včetně The New York Times a časopisech jako The Atlantic a Slate. V roce 2005 byla zařazena mezi „nejlepší mladé historičky“ v USA. Zabývá se zejména vznikem Spojených států a jejich ranými dějinami.